# Dimension Data Pro-Am
O Dimension Data Pro-Am é um dos principais torneios anuais de golfe do Sunshine Tour da África do Sul. Foi disputado em 2009 no Gary Player Country Club, na cidade de Sun, na África do Sul, com premiação de R 1,8 milhão. Em 2012, o torneio decorreu entre os dias 16 e 19 de fevereiro em Fancourt, na Geórgia, no Cabo Ocidental, pelo segundo ano consecutivo. Foi usado os campos de Montagu e de Outeniqua, assim como o campo de Links durante as três primeiras rodadas, e a final disputada no [campo de] Montagu. O prêmio aumentou para R 3,2 milhões.
O torneio foi criado em 1996 e foi cossancionado pelo European Tour nos primeiros dois anos, com maior prêmio e melhores campos como resultado. As duas primeiras edições foram vencidas pelo ex-número um do mundo, Nick Price, e pelo melhor jogador do European Tour, Mark McNulty.

## Campeões
| Ano  | Campeão             | Pontuação  |
| ---- | ------------------- | ---------- |
| 2016 | George Coetzee      | 268 (−21)  |
| 2015 | Branden Grace       | 278 (−11)  |
| 2014 | Estanislao Goya     | 275 (−14)  |
| 2013 | Jaco van Zyl        | 272 (−17)  |
| 2012 | Oliver Bekker       | 276 (−13)  |
| 2011 | Hennie Otto         | 273 (−16)  |
| 2010 | Darren Fichardt (2) | 273 (−16)  |
| 2009 | Deane Pappas        | 268 (−20)  |
| 2008 | James Kamte         | 277 (−11)  |
| 2007 | Louis Oosthuizen    | 277 (−11)  |
| 2006 | Alan McLean         | 285 (−3)PO |
| 2005 | Simon Wakefield     | 279 (−9)   |
| 2004 | Darren Fichardt     | 278 (−10)  |
| 2003 | Trevor Immelman     | 271 (−17)  |
| 2002 | Retief Goosen       | 268 (−20)  |
| 2001 | Darren Clarke       | 274 (−14)  |
| 2000 | Lee Westwood        | 274 (−14)  |
| 1999 | Scott Dunlap        | 273 (−15)  |
| 1998 | Nick Price (2)      | 276 (−12)  |
| 1997 | Nick Price          | 268 (−20)  |
| 1996 | Mark McNulty        | 282 (−6)   |